# Porphyrio coerulescens
Porphyrio coerulescens — вимерлий вид журавлеподібних птахів родини пастушкових (Rallidae).

## Історія дослідження
Porphyrio caerulescens був ендеміком острова Реюньйон в Індійському океані, звідки він був описаний шістьма першими мандрівниками як «oiseau bleu» (синій птах). Першим описав птаха французький мандрівник Дюбуа, який перебував на острові з 1669 по 1672 роки, а звіт опубліковав у 1674 році. Вважається, що птах вимер близько 1730 року.

## Опис
Це був великий пастушок, завдовжки до 65 см. Він мав повністю синє оперення з червоним дзьобом і ногами. Хоча птах не втратив здатності до польоту, він літав неохоче, а від небезпеки рятувався втечею.